# 鰻鯰
鰻鯰（學名：Plotosus lineatus），又稱線紋鰻鯰，俗稱沙毛、坑鰜、海塘蝨，是鯰形目鰻鯰科的其中一種。其种加词“Lineatus”意为“有线纹的”。

## 分布
本魚分布於印度太平洋區，包括東非、紅海、薩摩亞、韓國、日本、南海、澳洲、羅得豪島等海域。

## 深度
水深1至20公尺。

## 特徵
本魚體延長，頭部略平扁，腹部圓，後半部側扁，尾尖如鰻尾。頭中大，吻部略尖，口部附近具有四對鬚。體表無鱗。第一背鰭短，前有堅強之硬棘；第二背鰭起於胸鰭基底後方並與臀鰭、尾鰭連續相接，皆為軟條；胸鰭位頭部正後方，上緣具數枚銳利的硬棘。背鰭及胸鰭之第一根為具毒腺之硬棘，其毒刺所分泌的毒液含有鰻鯰神經毒和鰻鯰溶血毒，一旦被刺到，會引起長達數十小時抽痛、痙攣及痲痺等症狀，甚至引起破傷風。體背側棕灰色，體側中央有兩條黃色縱帶，奇鰭之外緣黑色。體長可達20公分。

## 生態
常群體生活於礁穴、河口海域、開放性沿海，遇有外敵，常形成球狀，稱之「鯰球」，以求保護。鰻鯰背鰭及胸鰭之硬棘呈鋸齒狀並有毒腺，故被剌傷時會極疼痛，為危險魚類。夜習性，以小型魚蝦為食。

## 經濟利用
可養於水族缸供觀賞，因為有毒而無食用價值，往往不受釣客所喜，依危險性編出口訣：「一魟、二虎、三沙毛、四班午、五象耳、六倒吊。」其中三沙毛即指鰻鯰和這類的多種鯰魚。